# Neoscinella
Neoscinella là một chi ruồi trong họ Chloropidae.